# Носачівське родовище апатит-ільменітових руд
Носачівське родовище апатит-ільменітових руд — розташоване в середній Наддніпрянщині; в адміністративному відношенні знаходиться в межах Смілянського району Черкаської області України.

## Характеристика
Площа виходу руд під осадові породи чохла становить близько 800 тис.м². У структурному відношенні Носачівське родовище розташоване в межах Носачівського масиву основних порід, що входить до складу Корсунь-Новомиргородського плутона, складної магматогенної споруди протоплатформного етапу геологічного розвитку Українського щита і являє собою два зближені лінійно витягнуті в північно-східному напрямку шароподібні поклади невитриманої потужності. Типи руд:
- 1) рудні габбро-норити з густовкрапленим і масивним зруденінням;

- 2) середньовкраплені і бідні вкраплені руди.

Основним носієм рудного титану в габро-норитах є ільменіт, його вміст коливається в межах 2,5-35,0 % і представлений кристалами і зернами розмірами від сотих часток до 1-1,5 мм, у середньому близько 0,3-0,5 мм. З ним пов'язано 98,21 % діоксиду титана (його вміст в рудах 3,0-16,0 %).
Основним і єдиним носієм фосфору в руді є апатит. Його концентрація в пробах варіює від 0,85 % до 7,66 % у середньому 1.66 %.
Розроблено теологічну схему одержання ільменітового концентрату з використанням гравітаційного, електричного і магнітного методів збагачення й апатитового концентрату–флотацією.